# Парици
Парици (от гръцки език: παροικος „живеещ при“) - прослойка от зависими граждани в селската община във Византийската империя, а по-късно и в Първата българска държава (9 век), Втората българска държава и др. балкански страни. Те притежават земя, но в икономическо и обществено отношение са поставени в зависимост от динатите. Оформят се през 9 век. За да спрат общественото неравенство, което застрашава селските общини, византийските императори от 9 и 10 век издават новели - Василий I Македонец, Лъв VI Философ и други. Но въпреки това Византия бавно започва да се превръща в съсловна монархия.
Първоначално терминът „парик“ се употребява за лица, преселили се отвън във владенията на едър феодал и получили от него земя за обработване, но с течение на времето получава по-широк смисъл и в него влизат вече и лицата, притежаващи собствена земя, които попадат във владенията на феодала по силата на т. нар. „дарствени грамоти“. Правния статут на париците се определя от притежаваното от тях имущество - обикновено те притежават земя, инвентар за обработването ѝ, както и работен добитък. Според количеството на работния добитък, те се делят на три групи - тези, които притежават един вол са наричани воидати; тези, които имат два вола са наричани зевгарати, а тези, които разполагат с две двойки волове, спадат към групата на дизевгаратите. Париците са закрепостени към земята и тъй като тя юридически се счита за притежание на феодала, те са длъжни да му плащат рента – натурална, парична и обработъчна.
Обикновено париците се занимават със земеделие и скотовъдство, но между тях има и занаятчии, както и низши духовници.